# Premi e riconoscimenti di Justin Bieber
Justin Bieber è un cantante, attore e compositore canadese. È stato scoperto dal manager Scooter Braun, il quale rimase colpito da alcuni suoi video musicali postati su YouTube. Il primo EP, My World, fu pubblicato il 17 novembre 2009, che contribuì alla sua ascesa al successo tra i giovani con le canzoni di successo One Time e One Less Lonely Girl. Bieber divenne il primo artista ad avere sette singoli di debutto nella classifica Billboard Hot 100 e l'EP ottenne il riconoscimento "Disco di platino" dalla Recording Industry Association of America (RIAA).
Da allora, Bieber ha ricevuto molteplici premi e nomination per la sua musica e per la sua immagine. Il primo album studio di Bieber, My World 2.0, fu pubblicato il 19 marzo 2010. L'album fu accompagnato da tre singoli che raggiunsero la Billboard Hot 100: "Baby", "Somebody to Love" e "U Smile". L'album ottenne due volte il riconoscimento "Disco di platino" dalla RIAA. Nel 2012, Bieber pubblicò il suo secondo album, Believe, e intraprese il Believe Tour per tutto il mondo. Justin Bieber è stato candidato due volte ai Grammy Award, ricevendo 1 BRIT Award, 2 NRJ Music Award, 6 Billboard Music Award e numerosi riconoscimenti votati dai fan che includono 7 American Music Award, 11 Teen Choice Awards e 9 MTV Europe Music Awards.

## American Music Awards
Gli American Music Award sono una cerimonia annuale creata da Dick Clark nel 1973. Bieber ha ricevuto un totale di diciotto premi su ventisette nomination.
- 2010 – Artista dell'anno
- 2010 – Nuovo artista dell'anno
- 2010 – Artista pop/rock preferito
- 2010 – Album pop/rock preferito per My World 2.0
- 2011 – Candidatura come artista pop/rock preferito
- 2012 – Artista dell'anno
- 2012 - Artista pop/rock preferito
- 2012 – Album pop/rock preferito per Believe
- 2015 – Collaborazione dell'anno per Where Are Ü Now
- 2016 – Candidatura come artista dell'anno
- 2016 – Artista pop/rock preferito
- 2016 – Video dell'anno per Sorry
- 2016 – Album pop/rock preferito per Purpose
- 2016 – Canzone pop/rock preferita per Love Yourself
- 2017 – Candidatura come collaborazione dell'anno per I'm the One
- 2017 – Collaborazione dell'anno per Despacito
- 2017 – Canzone rap/hip-hop preferita per I'm the One
- 2017 – Canzone pop/rock preferita per Despacito
- 2020 – Candidatura come artista dell'anno
- 2020 – Artista pop/rock preferito
- 2020 – Collaborazione dell'anno per 10,000 Hours
- 2020 – Canzone country preferita per 10,000 Hours
- 2021 – Candidatura come artista pop/rock preferito
- 2021 – Candidatura come collaborazione dell'anno per Peaches
- 2022 – Candidatura come collaborazione dell'anno per Stay
- 2022 – Candidatura come canzone pop/rock preferita per Stay

## BET Awards
I BET Awards sono una cerimonia annuale di premi, istituiti per celebrare gli afroamericani e altre minoranze nel campo della musica, della recitazione, dello sport, e di altri settori dell'intrattenimento. Bieber è ha ricevuto una sola nomination.
- 2010 – Candidatura come miglior artista esordiente
- 2022 – Miglior collaborazione per Essence

## Billboard Music Awards
I Billboard Music Awards sono sponsorizzati dalla rivista Billboard per onorare gli artisti in base alle vendite ricavate dalle classifiche annuali Billboard 200 e Billboard Hot 100. Bieber ha vinto 10 premi su 23 nomination.
- 2011 – Miglior artista esordiente
- 2011 – Candidatura come miglior artista
- 2011 – Candidatura come miglior artista maschile
- 2011 – Candidatura come miglior artista Billboard 200
- 2011 – Miglior artista in streaming
- 2011 – Miglior artista sui social
- 2011 – Candidatura come miglior artista pop
- 2011 – Premio Billboard.com Fan Favorite
- 2011 – Miglior album pop per My World 2.0
- 2011 – Candidatura come miglior album Billboard 200 per My World 2.0
- 2011 – Miglior canzone in streaming per Baby
- 2012 – Candidatura come miglior artista maschile
- 2012 – Candidatura come miglior artista Billboard 200
- 2012 – Miglior artista sui social
- 2012 – Candidatura come miglior album pop per Under the Mistletoe
- 2013 – Candidatura come miglior artista
- 2013 – Miglior artista maschile
- 2013 – Candidatura come miglior artista Billboard 200
- 2013 – Miglior artista sui social
- 2013 – Candidatura come miglior artista pop
- 2013 – Candidatura come miglior album pop per Believe
- 2014 – Miglior artista sui social
- 2015 – Miglior artista sui social
- 2016 – Candidatura come miglior artista
- 2016 – Miglior artista maschile
- 2016 – Candidatura come miglior artista Hot100
- 2016 – Candidatura come miglior artista Billboard 200
- 2016 – Candidatura come miglior artista in radio
- 2016 – Candidatura come miglior artista in streaming
- 2016 – Miglior artista sui social
- 2016 – Candidatura come miglior album Billboard 200 per Purpose
- 2016 – Candidatura come miglior canzone in streaming per What Do You Mean?
- 2016 – Candidatura come miglior canzone in streaming per Sorry
- 2016 – Candidatura come miglior canzone dance/elettronica per Where Are Ü Now
- 2017 – Candidatura come miglior artista
- 2017 – Candidatura come miglior artista maschile
- 2017 – Candidatura come miglior artista in radio
- 2017 – Candidatura come miglior artista sui social
- 2017 – Candidatura come miglior artista in tournée
- 2017 – Candidatura come miglior canzone dance/elettronica per Cold Water
- 2017 – Candidatura come miglior canzone dance/elettronica Let Me Love You
- 2018 – Candidatura come miglior artista sui social
- 2018 – Miglior canzone Hot100 per Despacito
- 2018 – Miglior canzone in streaming per Despacito
- 2018 – Canzone con più vendite per Despacito
- 2018 – Miglior collaborazione per Despacito
- 2018 – Miglior canzone latina per Despacito
- 2018 – Candidatura come miglior canzone rap per I'm the One
- 2019 – Candidatura come miglior canzone R&B per No Brainer
- 2020 – Candidatura come miglior album R&B per Changes
- 2020 – Candidatura come miglior collaborazione per I Don't Care
- 2020 – Candidatura come miglior canzone radiofonica per I Don't Care
- 2020 – Miglior canzone country per 10,000 Hours
- 2021 – Candidatura come miglior artista R&B
- 2021 – Candidatura come miglior artista R&B maschile
- 2021 – Candidatura come miglior artista in radio
- 2021 – Candidatura come miglior canzone R&B per Intentions
- 2022 – Candidatura come miglior artista maschile
- 2022 – Candidatura come miglior artista Hot100
- 2022 – Candidatura come miglior artista in radio
- 2022 – Candidatura come miglior artista Billboard 200 globale
- 2022 – Miglior canzone Hot100 per Stay
- 2022 – Miglior canzone in streaming per Stay
- 2022 – Candidatura come miglior canzone radiofonica per Stay
- 2022 – Miglior collaborazione per Stay
- 2022 – Miglior canzone Billboard 200 globale per Stay
- 2022 – Candidatura come miglior collaborazione per Peaches
- 2022 – Candidatura come miglior canzone R&B per Peaches

## Brit Awards
I BRIT Awards sono dei premi musicali che ogni anno nel Regno Unito vengono conferiti ad artisti di musica pop dalla British Phonographic Industry. Bieber ha vinto l' "International Breakthrough Act" nel 2011.
| Anno | Nomination all'artista | Premi                          | Risultati       |
| ---- | ---------------------- | ------------------------------ | --------------- |
| 2011 | Sé stesso              | International Breakthrough Act | Vincitore/trice |
| 2016 | Sé stesso              | International Male Solo Artist | Vincitore/trice |

## Channel [V] Thailand Music Video Awards
| Year | Nomination alla carriera | Premi                             | Risultati       |
| ---- | ------------------------ | --------------------------------- | --------------- |
| 2011 | "Baby"                   | Popular International Music Video | Vincitore/trice |
| 2011 | Sé stesso                | Popular International New Artist  | Vincitore/trice |
| 2011 | Sé stesso                | Popular International Male Artist | Vincitore/trice |

## CMT Music Awards
Il CMT Music Awards è una cerimonia di premiazione annuale per i videoclip e gli spettacoli televisivi di genere country. Bieber ha vinto il "Collaborative Video of the Year" nel 2011.
| Anno | Nomination alla carriera | Premi                           | Risultati       |
| ---- | ------------------------ | ------------------------------- | --------------- |
| 2011 | "That Should Be Me"      | Collaborative Video of the Year | Vincitore/trice |

## Georgia Music Hall of Fame Awards
| Year | Nomination alla carriera | Premi                      | Risultati   |
| ---- | ------------------------ | -------------------------- | ----------- |
| 2011 | Sé stesso                | Bill Lowery Horizons Award | Candidato/a |

## Grammy Awards
Il Grammy Awards è uno dei premi annuali musicali più importanti negli Stati Uniti presentati dalla National Academy of Recording Arts and Sciences. Bieber ha ricevuto due nomination. Nel 2011, l'album di Bieber,"My World 2.0", è stato candidato per "Best Pop Vocal Album" ma perse con The Fame Monster di Lady Gaga.
| Anno | Nomination all'artista e alla carriera | Premi                         | Risultati       |
| ---- | -------------------------------------- | ----------------------------- | --------------- |
| 2011 | Sé stesso                              | Best New Artist               | Candidato/a     |
| 2011 | My World 2.0                           | Best Pop Vocal Album          | Candidato/a     |
| 2016 | Where are you now                      | Best Dance Recording          | Vincitore/trice |
| 2017 | Love Yourself                          | Song of the Year              | Candidato/a     |
| 2017 | Purpose                                | Album of the Year             | Candidato/a     |
| 2017 | Love Yourself                          | Best Pop Solo Perfomance      | Candidato/a     |
| 2017 | Purpose                                | Best Pop Vocal Album          | Candidato/a     |
| 2021 | Yummy                                  | Best Pop Solo Perfomance      | Candidato/a     |
| 2021 | Intentions                             | Best Pop Duo/Group Perfomance | Candidato/a     |
| 2021 | Changes                                | Best Pop Vocal Album          | Candidato/a     |

## Juno Awards
I Juno Awards sono dei premi annuali consegnati a cantanti e band canadesi, presentati dalla Canadian Academy of Recording Arts and Sciences. Bieber ha vinto 4 premi su 13 nomination.
| Anno | Nomination all'artista e alla carriera | Premi                  | Risultati       |
| ---- | -------------------------------------- | ---------------------- | --------------- |
| 2010 | My World                               | Album of the Year      | Candidato/a     |
| 2010 | My World                               | Pop Album of the Year  | Candidato/a     |
| 2010 | Sé stesso                              | New Artist of the Year | Candidato/a     |
| 2011 | Sé stesso                              | Artist of the Year     | Candidato/a     |
| 2011 | Sé stesso                              | Fan Choice Award       | Vincitore/trice |
| 2011 | My World 2.0                           | Album of the Year      | Candidato/a     |
| 2011 | My World 2.0                           | Pop Album of the Year  | Vincitore/trice |
| 2012 | Sé stesso                              | Fan Choice Award       | Vincitore/trice |
| 2012 | Under the Mistletoe                    | Album of the Year      | Candidato/a     |
| 2013 | Sé stesso                              | Artist of the Year     | Candidato/a     |
| 2013 | Sé stesso                              | Fan Choice Award       | Vincitore/trice |
| 2013 | Believe                                | Album of the Year      | Candidato/a     |
| 2013 | Believe                                | Pop Album of the Year  | Candidato/a     |

## J-14 Teen Icon Awards
| Anno | Nomination all'artista e alla carriera            | Premi                                                | Risultati       |
| ---- | ------------------------------------------------- | ---------------------------------------------------- | --------------- |
| 2010 | Baby                                              | Iconic Song                                          | Vincitore/trice |
| 2010 | Sé stesso                                         | Iconic Singer                                        | Candidato/a     |
| 2010 | Sé stesso                                         | Icon of the Year                                     | Vincitore/trice |
| 2010 | Sé stesso                                         | Iconic Tweeter                                       | Vincitore/trice |
| 2010 | Sé stesso                                         | Iconic Male Star                                     | Vincitore/trice |
| 2011 | Never Say Never                                   | Iconic Movie                                         | Candidato/a     |
| 2011 | Sé stesso                                         | Iconic Singer                                        | Candidato/a     |
| 2011 | Sé stesso                                         | Iconic Triple Threat [Acting, Singing, and Dancing]  | Candidato/a     |
| 2011 | Sé stesso                                         | Icon of the Year                                     | Candidato/a     |
| 2011 | Sé stesso                                         | Iconic Male Star                                     | Candidato/a     |
| 2011 | Sé stesso                                         | Iconic Tweeter                                       | Candidato/a     |
| 2011 | Justin Bieber [Charity Water/Pencils For Promise] | Iconic Heart [Volunteer/Do Good Work]                | Candidato/a     |
| 2011 | Justin Bieber e Selena Gomez                      | Iconic Couple [Couples dating or have dated in 2011] | Candidato/a     |

## Kerrang! Awards
| Anno | Nomination all'artista e alla carriera | Premi               | Risultati       |
| ---- | -------------------------------------- | ------------------- | --------------- |
| 2012 | Sé stesso                              | Villain of the Year | Vincitore/trice |

## MTV Awards

### MTV Video Music Brazil
Gli MTV Video Music Brazil sono premi annuali organizzati da MTV Brazil dal 1995. Bieber ha ricevuto l' "International Artist" nel 2010.
| Anno | Nomination all'artista | Premi                | Risultati       |
| ---- | ---------------------- | -------------------- | --------------- |
| 2010 | Sé stesso              | International Artist | Vincitore/trice |
| 2012 | Sé stesso              | International Artist | Candidato/a     |

### MTV Europe Music Awards
Gli MTV Europe Music Awards sono una manifestazione annuale organizzata da MTV Networks Europe dal 1994. Bieber ha ricevuto 9 premi su 16 nomination.
| Anno | Nomination all'artista | Premi                        | Risultati       |
| ---- | ---------------------- | ---------------------------- | --------------- |
| 2010 | Sé stesso              | Best New Act                 | Candidato/a     |
| 2010 | Sé stesso              | Best Male                    | Vincitore/trice |
| 2010 | Sé stesso              | Best Push Act                | Vincitore/trice |
| 2011 | Sé stesso              | Best Male                    | Vincitore/trice |
| 2011 | Sé stesso              | Best Pop                     | Vincitore/trice |
| 2011 | Sé stesso              | Biggest Fans                 | Candidato/a     |
| 2011 | Sé stesso              | Best North America Act       | Candidato/a     |
| 2012 | Sé stesso              | Best Male                    | Vincitore/trice |
| 2012 | Sé stesso              | Best Pop                     | Vincitore/trice |
| 2012 | Sé stesso              | Biggest Fans                 | Candidato/a     |
| 2012 | Sé stesso              | Best World Stage Performance | Vincitore/trice |
| 2013 | Sé stesso              | Best Canada Act              | Vincitore/trice |
| 2013 | Sé stesso              | Best Male                    | Vincitore/trice |
| 2013 | Sé stesso              | Best Pop                     | Candidato/a     |
| 2013 | Sé stesso              | Worldwide Act                | Candidato/a     |
| 2013 | Sé stesso              | Biggest Fans                 | Candidato/a     |

### MTV Movie Awards
L'MTV Movie Awards è uno spettacolo di premiazione cinematografica presentato annualmente su MTV. Nel 2011, Bieber ha ricevuto il "Best Jaw Dropping Moment".
| Anno | Nomination alla carriera       | Premi                    | Risultati       |
| ---- | ------------------------------ | ------------------------ | --------------- |
| 2011 | Justin Bieber: Never Say Never | Best Jaw Dropping Moment | Vincitore/trice |

### MTV Video Music Awards
Gli MTV Video Music Awards (VMAs) sono una manifestazione organizzata dall'emittente televisiva MTV dove vengono premiati i migliori videoclip musicali dell'anno. Bieber ha vinto 2 premi su 5 nomination.
| Anno | Nomination all'artista e alla carriera | Premi                                             | Risultati       |
| ---- | -------------------------------------- | ------------------------------------------------- | --------------- |
| 2010 | "Baby"                                 | Best New Artist                                   | Vincitore/trice |
| 2011 | "U Smile"                              | Best Male Video                                   | Vincitore/trice |
| 2012 | "Boyfriend"                            | Best Male Video                                   | Candidato/a     |
| 2012 | "Boyfriend"                            | Best Pop Video                                    | Candidato/a     |
| 2012 | "Boyfriend"                            | MTV Video Music Award for Most Share-Worthy Video | Candidato/a     |

### MTV Video Music Awards Japan
Gli MTV Video Music Awards Japan sono la versione giapponese degli MTV Video Music Awards.
| Anno | Nomination alla carriera | Premi                  | Risultati       |
| ---- | ------------------------ | ---------------------- | --------------- |
| 2011 | Sé stesso                | Best New Artist        | Vincitore/trice |
| 2011 | "Never Say Never"        | Best Video from a Film | Candidato/a     |
| 2011 | "Baby"                   | Best Karaokee! Song    | Candidato/a     |
| 2012 | "Mistletoe"              | Best Male Video        | Candidato/a     |
| 2013 | "Beauty and a Beat"      | Best Male Video        | Candidato/a     |
| 2013 | "Beauty and a Beat"      | Best Pop Video         | Candidato/a     |

## MuchMusic Video Awards
I MuchMusic Video Awards sono riconoscimenti di ambito musicale assegnati annualmente dal canale MuchMusic per premiare i migliori videoclip musicali dell'anno.
| Anno | Nomination alla carriera | Premi                                         | Risultati       |
| ---- | ------------------------ | --------------------------------------------- | --------------- |
| 2010 | Sé stesso                | UR FAVE: New Artist                           | Vincitore/trice |
| 2010 | "Baby"                   | UR FAVE: Canadian Video                       | Vincitore/trice |
| 2010 | "Baby"                   | International Video of the Year by a Canadian | Vincitore/trice |
| 2010 | "One Time"               | International Video of the Year by a Canadian | Candidato/a     |
| 2011 | "Somebody to Love"       | UR FAVE: Artist                               | Vincitore/trice |
| 2011 | "Somebody to Love"       | International Video of the Year by a Canadian | Vincitore/trice |
| 2012 | "Boyfriend"              | International Video of the Year by a Canadian | Vincitore/trice |
| 2012 | Sé stesso                | UR Fave: Artist                               | Candidato/a     |
| 2012 | "Next 2 You"             | International Video of the Year - Artist      | Candidato/a     |
| 2013 | "As Long As You Love Me" | International Video of the Year by a Canadian | Candidato/a     |
| 2013 | Sé stesso                | Your Fave Artist/Group                        | Vincitore/trice |

## Myx Music Awards
I Myx Music Awards sono dei premi musicali filippini che si svolgono annualmente dal 2006. Nel 2010, Bieber ha ricevuto una nomination.
| Anno | Nomination alla carriera | Premi                        | Risultati   |
| ---- | ------------------------ | ---------------------------- | ----------- |
| 2010 | "One Time"               | Favorite International Video | Candidato/a |
| 2011 | "Baby"                   | Favorite International Video | Candidato/a |
| 2013 | "Boyfriend"              | Favorite International Video | Candidato/a |

## NBA All-Star Celebrity Game
L'NBA All-Star Celebrity Game si tiene annualmente durante l'NBA All-Star Weekend dal 2004. Nel 2011, Bieber ha vinto l'MVP Award.
| Anno | Nomination all'artista | Premi     | Risultati       |
| ---- | ---------------------- | --------- | --------------- |
| 2011 | Sé stesso              | MVP Award | Vincitore/trice |

## NRJ Music Awards
Gli NRJ Music Awards, furono creati nel 2000 dalla stazione radio francese NRJ, in collaborazione con la rete televisiva TF1. L'evento ha luogo ogni anno a metà gennaio a Cannes (Francia) come apertura del MIDEM (Marché international de l'édition musicale). In questa manifestazione, vengo premiati i musicisti più popolari, di diverse categorie. Bieber ha vinto 2 premi su 3 nomination.
| Anno | Nomination all'artista | Premi                                  | Risultati       |
| ---- | ---------------------- | -------------------------------------- | --------------- |
| 2011 | Sé stesso              | International Breakthrough of the Year | Vincitore/trice |
| 2012 | Sé stesso              | NRJ Award of Honor                     | Vincitore/trice |
| 2013 | "Beauty and a Beat"    | Video of the Year                      | Candidato/a     |

## Nickelodeon Kids' Choice Awards
I Nickelodeon Kids' Choice Awards sono una manifestazione annuale organizzata dalle rete televisiva Nickelodeon, volti a premiare il meglio dell'anno nella televisione, nel cinema e nella musica, scelto dai telespettatori di Nickelodeon. Bieber ha vinto tutti i 4 premi per cui aveva ricevuto le nomination.
| Anno | Nomination all'artista e alla carriera | Premi                | Risultati       |
| ---- | -------------------------------------- | -------------------- | --------------- |
| 2011 | Sé stesso                              | Favorite Male Singer | Vincitore/trice |
| 2011 | "Baby"                                 | Favorite Song        | Vincitore/trice |
| 2012 | Sé stesso                              | Favorite Male Singer | Vincitore/trice |
| 2013 | Sé stesso                              | Favorite Male Singer | Vincitore/trice |

### Kids' Choice Awards Mexico
| Anno | Nomination all'artista e alla carriera | Premi                          | Risultati       |
| ---- | -------------------------------------- | ------------------------------ | --------------- |
| 2010 | Baby                                   | Canción Favorita               | Vincitore/trice |
| 2011 | Never Say Never                        | Cancion del Año                | Candidato/a     |
| 2011 | Sé stesso                              | Artista Internacional Favorito | Candidato/a     |
| 2011 | Never Say Never                        | Pelicula Favorita              | Vincitore/trice |

### Kids' Choice Awards Argentina
| Anno | Nomination all'artista e alla carriera | Premi                                                            | Risultati   |
| ---- | -------------------------------------- | ---------------------------------------------------------------- | ----------- |
| 2011 | Baby                                   | Cancion del Año (Song of the Year)                               | Candidato/a |
| 2011 | Never Say Never                        | Pelicula del Año (Film of the Year)                              | Candidato/a |
| 2011 | Sé stesso                              | Cantante Internacional Favorito (International Favourite Singer) | Candidato/a |

### Australia Nickelodeon Choice Awards
| Anno | Nomination all'artista e alla carriera | Premi          | Risultati       |
| ---- | -------------------------------------- | -------------- | --------------- |
| 2010 | Sé stesso                              | Hottest Hottie | Candidato/a     |
| 2011 | Sé stesso                              | Hottest Guy    | Vincitore/trice |

### Meus Prêmios Nick Awards
I Meus Prêmios Nick sono l'edizione brasiliana dei Nickelodeon Kids' Choice Awards e vennero creati nel 1999. Bieber ha vinto il "Favorite International Artist" alle edizioni del 2010 e del 2011.
| Anno | Nomination all'artista e alla carriera | Premi                         | Risultati       |
| ---- | -------------------------------------- | ----------------------------- | --------------- |
| 2010 | Sé stesso                              | Favorite International Artist | Vincitore/trice |
| 2011 | Sé stesso                              | Favorite International Artist | Candidato/a     |

## O Music Awards
| Anno | Nomination alla carriera | Premi                 | Risultati   |
| ---- | ------------------------ | --------------------- | ----------- |
| 2010 | Sé stesso                | Favorite Animated GIF | Candidato/a |
| 2010 | Sé stesso                | Best Fan Forum        | Candidato/a |

## People's Choice Awards
I People's Choice Awards sono uno show creato per premiare i migliori personaggi della cultura popolare e la loro carriera. Bieber ha ricevuto 8 nomination.
| Anno | Nomination alla carriera | Premi                      | Risultati   |
| ---- | ------------------------ | -------------------------- | ----------- |
| 2011 | Sé stesso                | Favorite Breakout Artist   | Candidato/a |
| 2011 | "Baby"                   | Favorite Music Video       | Candidato/a |
| 2012 | Sé stesso                | Favorite Male Artist       | Candidato/a |
| 2013 | Believe                  | Favorite Album of the Year | Candidato/a |
| 2013 | "Boyfriend"              | Favorite Music Video       | Candidato/a |
| 2013 | Beliebers                | Favorite Fan Following     | Candidato/a |
| 2013 | Sé stesso                | Favorite Male Artist       | Candidato/a |
| 2013 | Sé stesso                | Favorite Pop Artist        | Candidato/a |

## Premios OYE! Awards
| Anno | Nomination alla carriera | Premi                            | Risultati   |
| ---- | ------------------------ | -------------------------------- | ----------- |
| 2010 | Sé stesso                | English Breakthrough of the Year | Candidato/a |

## Radio Disney Music Awards
I Radio Disney Music Awards sono uno show di premiazioni annuale. Bieber ha vinto un premio su 3 nomination.
| Anno | Nomination alla carriera | Premi                           | Risultati       |
| ---- | ------------------------ | ------------------------------- | --------------- |
| 2013 | "Beauty and a Beat"      | The Bestest - Song of the Year  | Candidato/a     |
| 2013 | Sé stesso                | He's The One - Best Male Artist | Vincitore/trice |
| 2013 | Beliebers                | So FANtastic - Fiercest Fans    | Candidato/a     |

## Starshine Music Awards
| Anno | Nomination alla carriera | Premi           | Risultati       |
| ---- | ------------------------ | --------------- | --------------- |
| 2010 | Sé stesso                | Best New Artist | Vincitore/trice |

## Shockwaves NME Awards
| Anno | Nomination alla carriera | Premi               | Risultati       |
| ---- | ------------------------ | ------------------- | --------------- |
| 2011 | Sé stesso                | Least Stylish       | Vincitore/trice |
| 2011 | Sé stesso                | Villain of the Year | Vincitore/trice |
| 2011 | My World 2.0             | Worst Album         | Candidato/a     |
| 2012 | Sé stesso                | Villan of the Year  | Vincitore/trice |
| 2012 | Under the Mistletoe      | Worst Album         | Vincitore/trice |
| 2013 | Sé stesso                | Worst Band/Singer   | Candidato/a     |

## Teen Choice Awards
I Teen Choice Awards sono uno show che si tiene annualmente per premiare i più grandi successi dell'anno nel campo della musica, del cinema, dello sport, della televisione, della moda e tanti altri. Bieber ha vinto 15 premi su 22 nomination.
| Anno | Nomination all'artista e alla carriera | Premi                                | Risultati       |
| ---- | -------------------------------------- | ------------------------------------ | --------------- |
| 2010 | Sé stesso                              | Choice Fanatic Fans                  | Candidato/a     |
| 2010 | Sé stesso                              | Choice Music: Male Artist            | Vincitore/trice |
| 2010 | Sé stesso                              | Choice Music: Breakout Artist Male   | Vincitore/trice |
| 2010 | Sé stesso                              | Choice Summer Music Star: Male       | Vincitore/trice |
| 2010 | My World 2.0                           | Choice Music: Pop Album              | Vincitore/trice |
| 2011 | Sé stesso                              | Choice Male Hottie                   | Vincitore/trice |
| 2011 | Sé stesso                              | Choice Music: Male Artist            | Vincitore/trice |
| 2011 | Sé stesso                              | Choice Red Carpet Fashion Icon: Male | Candidato/a     |
| 2011 | Sé stesso                              | Choice TV: Villain                   | Vincitore/trice |
| 2011 | Sé stesso                              | Choice Twit                          | Vincitore/trice |
| 2012 | Sé stesso                              | Choice Music: Male Artist            | Vincitore/trice |
| 2012 | Sé stesso                              | Choice Male Hottie                   | Candidato/a     |
| 2012 | Sé stesso                              | Choice Red Carpet Fashion Icon: Male | Vincitore/trice |
| 2012 | Sé stesso                              | Choice Twit                          | Candidato/a     |
| 2012 | Sé stesso                              | Choice Summer Music Star Male        | Vincitore/trice |
| 2012 | "Boyfriend"                            | Choice Music Single by a Male Artist | Vincitore/trice |
| 2012 | "All Around the World"                 | Choice Summer Song                   | Candidato/a     |
| 2012 | "Die in Your Arms"                     | Choice Love Song                     | Candidato/a     |
| 2013 | Sé stesso                              | Choice Music: Male Artist            | Vincitore/trice |
| 2013 | Sé stesso                              | Choice Male Hottie                   | Candidato/a     |
| 2013 | Sé stesso                              | Choice Twitter personality           | Vincitore/trice |
| 2013 | "Beauty and a Beat"                    | Choice Music Single by a Male Artist | Vincitore/trice |

## TRL Awards
I TRL Awards vennero istituiti nel 2006 da MTV Italia per celebrare i più importanti artisti e video musicali in Italia. Nel 2010, Bieber ha vinto il "Best International Act".
| Anno | Nomination all'artista | Premi                  | Risultati       |
| ---- | ---------------------- | ---------------------- | --------------- |
| 2010 | Sé stesso              | Best International Act | Vincitore/trice |
| 2012 | Sé stesso              | Best Look              | Vincitore/trice |

## Virgin Media Music Awards
I Virgin Media Music Awards sono uno show di premiazioni annuale presentato da Virgin Media. Bieber ha vinto 3 premi su 4 nomination.
| Anno | Nomination all'artista | Premi            | Risultati       |
| ---- | ---------------------- | ---------------- | --------------- |
| 2011 | Sé stesso              | Best Solo Male   | Vincitore/trice |
| 2011 | Sé stesso              | Hottest Male     | Candidato/a     |
| 2013 | Sé stesso              | Best Solo Artist | Vincitore/trice |
| 2013 | Believe                | Best Album       | Vincitore/trice |

## World Music Awards
I World Music Awards sono uno show di premiazioni internazionali che annualmente premia gli artisti che hanno ottenuto maggiori vendite in base ai dati forniti dall'International Federation of the Phonographic Industry (IFPI). Bieber è stato candidato 2 volte.
| Anno | Nomination all'artista | Premi                               | Risultati       |
| ---- | ---------------------- | ----------------------------------- | --------------- |
| 2010 | Sé stesso              | Best New Artist                     | Candidato/a     |
| 2010 | Sé stesso              | Best Pop Act                        | Candidato/a     |
| 2013 | Sé stesso              | Worlds Best Male Artist             | In attesa       |
| 2013 | Sé stesso              | Worlds Best Live Act                | In attesa       |
| 2013 | Sé stesso              | Worlds Best Entertainer of the Year | In attesa       |
| 2013 | "Boyfriend"            | Worlds Best Song                    | In attesa       |
| 2013 | "Beauty and a Beat"    | Worlds Best Video                   | Vincitore/trice |
| 2013 | Believe                | Worlds Best Album                   | In attesa       |

## Young Hollywood Awards
Il Young Hollywood Awards è uno show di premiazione presentato annualmente per premiare i maggiori successi dell'anno nel campo della musica, del cinema, dello sport, della televisione, della moda, e tanto altro. Nel 2010, Bieber ha vinto il "Newcomer of the Year" award.
| Anno | Nomination all'artista | Premi                | Risultati       |
| ---- | ---------------------- | -------------------- | --------------- |
| 2010 | Sé stesso              | Newcomer of the Year | Vincitore/trice |

## Onorificenze

### Medaglia del giubileo di diamante di Elisabetta II
La Medaglia del giubileo di diamante di Elisabetta II è una medaglia commemorativa coniata per celebrare il giubileo di diamante della regina Elisabetta II del Regno Unito in occasione dei suoi 60 anni di regno. Esistono solo tre versioni della medaglia: uno per il Regno Unito, uno per il Canada e il terzo per i reami dei Caraibi.